# العلاج بدم الدجاج
كان العلاج بدم الدجاج أحد أنواع العلاج الطبي الزائف الذي اشتهر في الصين خلال الثورة الثقافية. استخدمه أطباء القرى خاصة في الستينيات،لكنه حظرت الحكومة استخدامه رسميًا يوليو 1965. 

## العلاج
يضم العلاج حقن أسبوعية من عشرات إلى مائة مليلتر من الدم المستخرج حديثًا من الدجاج، ويُفضل أن يكون دم الديوك الصغيرة. يُحقن المريض إمَّا عن طريق الوريد أو في العضل مباشرة. شاع إن العلاج قادرًا على علاج ارتفاع ضغط الدم والشلل وقدم الرياضي والبواسير والسعال المستمر ونزلات البرد. ساد اعتقاد بأن النظرية فعالة ليس كعلاج فحسب، بل كإجراء وقائي أيضًا. 
قيل أنه العلاج يمكّن دخول بروتينات معينة إلى الجسم مما يثير استجابة الجهاز المناعي، ولكن سرعان ما حدد العلماء أن هذا الإدعاء ما هو إلا مبالغة كبيرة. ظهرت مشاكل أخرى في العلاج على الفور، مثل الإصابة بالعدوى وحتى الموت بسبب نوعية دم الدجاج الرديئة ونقص السيطرة على النقاء. 

## موقف الحكومة
حظرت حكومة الصين العلاج في بادئ الأمر بعدما علمت بشأن العلاج بدم الدجاج؛ ثم ورد أن رئيس الوزراء تشو إنلاي قال إن "تعامل وزارة الصحة المركزية مع العلاج بدم الدجاج يعتبر انتهاكًا لفكر ماو تسي تونغ ".  ومع ذلك، في عام 1967، تم رفع الحظر كجزء من الثورة الثقافية . بدأ الحرس الأحمر من بكين وشنغهاي بالتشجيع على استخدام علاج دم الدجاج كعلاج شرعي.